# انجیل هیولای اسپاگتی پرنده
انجیل هیولای اسپاگتی پرنده یک کتاب هجوآمیز است که توسط بابی هندرسون نوشته شده‌است و دربردارنده باورهای اصلی آیین تقلیدی کلیسای هیولای اسپاگتی پرنده یا پاستافاریانیسم است. هیولای اسپاگتی پرنده (FSM) دینی است که توسط بابی هندرسون در نامه‌ای سرگشاده به هیئت آموزش ایالتی کانزاس ایجاد شد؛ او در نامه با استفاده از عبارت هیولای اسپاگتی پرنده، مفهوم طراحی هوشمند را مسخره می‌کرد. هندرسون پس از ارسال نامه در وبگاهش، به پدیده‌ای اینترنتی تبدیل شد و در بسیاری از روزنامه‌های بزرگ خبر کاری که کرد منتشر شد و مورد توجه ناشران کتاب قرار گرفت. انجیل مذکور در مارس ۲۰۰۶ توسط انتشارات ویلارد منتشر شد و در آن شرح عقاید و روشهای پاستافاریان آمده‌است.
انجیل شامل یک اسطوره آفرینش است، مجموعه‌ای از هشت «من واقعاً عوض نمی‌کردم» و راهنمای بشارت دادن است و در مورد تاریخ و سبک زندگی از دیدگاه پاستافاریان بحث می‌کند. هندرسون از طنز برای نشان دادن نقایص موجود در آفرینش‌گرایی و اثبات هیولای اسپاگتی پرنده استفاده می‌کند و جایگزینی برای جنبش طراحی هوشمند در این روند ارائه می‌کند. این کتاب که بیش از ۱۰۰۰۰۰ نسخه فروش داشته‌است، به‌طور کلی مورد استقبال قرار گرفت.